# البرتو اورماتکسا
البرتو اورماتکسا (انگلیسی: Alberto Ormaetxea; ۷ آوریل ۱۹۳۹ – ۲۸ اکتبر ۲۰۰۵) بازیکن فوتبال اهل اسپانیا بود.
از باشگاه‌هایی که در آن بازی کرده‌است می‌توان به باشگاه فوتبال ایبار و باشگاه فوتبال رئال سوسیداد اشاره کرد.